# Dišečnik
Dišečnik (znanstveno ime Calycanthus) uvrščamo v družino blagohudovk (Calycanthaceae). V Sloveniji se uporabljajo še druga imena, in sicer blagoduh, dišeči les, jabolčnik in še katero bi našli. Samoniklo raste na jugovzhodu Severne Amerike. V Evropi ga sadimo kot okrasno rastlino in sicer vrsto floridski dišečnik (Calycanthus floridus) ter zahodni dišečnik (Calycanthus occidentalis).

## Opis
Dišečnik je listopaden srednje velik grm, ki zraste do 3 m v višino. Starejša rastlina tvori zelo gosto krošnjo. Poganjki so gosto dlakavi, brsti drobni in skoraj neopazni. Dišijo vsi deli rastline (od tod njeno ime) – cvetovi, listi, korenine, les in skorja. Predvsem v večernem času se okoli njega lahko zazna prijeten vonj po sadju ali po kafri. Nekateri pravijo, da diši po jagodah in klinčkih oziroma cimetu. Listi so široko eliptični, dolgi od 5 do 12 cm, zgoraj temno zeleni, spodaj svetlejši, sivkasto zeleni in dlakavi. Jeseni so listi zlato rumeni. Cvetovi so zelo vpadljivi, z mnogimi venčnimi listi, rjavkaste ali rdeče barve, kar je odvisno od vrste. Obstaja tudi sorta z belimi cvetovi. Cvetovi se na dozorelem lesu pojavljajo od maja do konca julija. Je enodomna rastlina. Plod je vrčast, do 7 cm dolg suh orešek, ki pa se na Slovenskem razmeroma redko razvije.
Žlahtnitelji so razvili tudi že nekaj sort. Sorta 'Athens' se močno razveji že pri tleh in ima bele cvetove in jeseni zlato listje, 'Michael Lindsey' ima intenzivno dišeče cvetove in lepe bleščeče liste. Listi sorte 'Purpureus' so na spodnji strani škrlatni.

## Razmnoževanje
Dišečnik je lahko gojiti, odpornejši je od večine znanih grmovnic. Razmnoževanje je preprosto, saj ga lahko množimo s semeni (v Sloveniji redko semeni), grobanjem, z delitvijo ali s potaknjenci. Polzrele potaknjence sadimo poleti v hladno gredo.
Za rast dišečnika so primerna vsaka vrtna tla, ki so primerno vlažna in dobro odcedna. Uspeva na soncu ali svetli senci. Potrebuje malo nege in je izredno odporen proti boleznim in škodljivcem. Na območju Slovenije je večinoma prezimno trden in nizke temperature ga navadno ne poškodujejo. Obrezovanje dišečnika ni potrebno. Spomladi obrežemo odmrle ali poškodovane veje.

## Razširjenost
Naravno raste v vlažnih gozdovih na jugovzhodu Severne Amerike, kjer je ogrožena vrsta. V Evropi ga največkrat sadimo kot okrasno rastlino, in sicer najpogosteje floridski dišečnik (Calycanthus floridus) in zahodni dišečnik (Calycanthus occidentalis).

## Uporaba
Dišečnik kot okrasna rastlina se uporablja kot soliterna rastlina ali v skupinskih zasaditvah. Posušene dišeče liste, skorjo (lubje), cvetove in poganjke, zaradi prijetnega dišečega vonja, uporabljajo za potpuri. Pri izbiri rastline je dobro upoštevati, da se intenzivnost vonja od primerka do primerka močno razlikuje, eni dišijo bolj, drugi skoraj ne diši. Poleg tega je znano, da starejši cvetovi dišijo močneje kot mlajši. Izvlečki iz skorje, med njimi strihninu podoben alkaloid kalikantin, so uporabni pri izdelovanju zdravil. Ekstrakt floridskega dišečnika so Indijanci Čeroki uporabljali kot začimbo in kot zdravilo pri obolenju ledvic in sečnih poti.